# Бартенев, Николай Сергеевич
Никола́й Серге́евич Барте́нев (29 ноября 1887 — 8 марта 1963) — русский морской офицер, последний командир обороны Цереля в октябре 1917 года.

## Биография
Из потомственного дворянского рода. Дед — П. И. Бартенев, известный русский историк, пушкинист, издатель журнала «Русский архив». Отец — С. П. Бартенев (1863—1930) — пианист и историк Московского Кремля. Мать — Софья Николаевна Бартенева, урождённая Гаевская (1869—1941).
Николай Сергеевич Бартенев окончил Морской кадетский корпус в 1907 году в звании корабельного гардемарина (приказ Морского Министра № 91 от 20 апреля 1907 года), позднее прошёл курс Артиллерийских офицерских классов.
В 1912 году получил звание лейтенанта и назначение младшим артиллерийским офицером на броненосный крейсер «Рюрик». В декабре 1914 года назначен в морскую крепость Императора Петра Великого на остров Вормс помощником командира батареи № 30. В марте 1915-го он — командир батареи № 33 на полуострове Вердер. Здесь Бартенев получил свою первую боевую награду — орден Св. Станислава III степени. В июне 1916 года назначен вторым артиллерийским офицером на линкор «Слава», где получил орден Св. Анны III степени и орден Св. Станислава II степени с мечами и бантами. Со 2 марта 1917 года он направлен в Свеаборгскую крепость руководителем стрельб учебной аэробатареи. Через два месяца переведён на мыс Церель командиром батареи № 43. Его командиром был каперанг Мориц Кнюпфер.
В сентябре на батарею участились налёты германской авиации, 18 сентября в результате одного из них произошёл взрыв порохового погреба, в результате чего было убито и ранено более ста человек, погибло несколько старших офицеров, лейтенант Бартенев получил серьёзное ранение. В октябре 1917 года во время операции «Альбион», несмотря на низкий боевой дух личного состава батареи и массовое дезертирство, сумел организовать оборону. Батарея под его командованием приняла неравный бой с кораблями противника, однако приближающиеся с суши германские части вынудили покинуть батарею, при отходе Бартенев попал в плен.
Вернулся из плена в сентябре 1918 года. Работал в Морском генеральном штабе, с 4 мая 1919 года в распоряжении командующего Северо-Двинской речной флотилией. За полгода боевых действий Бартенев получил за храбрость ещё одну награду. Был контужен и в 1922 году ушёл со службы (сказалось и ранение, полученное на Цереле).
Некоторое время Бартенев работал преподавателем географии в Высшей школе РККА, но затем был вынужден уехать из Москвы. Жил в Павловском Посаде, где работал инженером на заводе. Когда началась Великая Отечественная война, Николай Сергеевич писал заявления с просьбой отправить его на фронт, но возраст и ранения не позволили этого сделать.
Сыновья — Пётр, Владимир, Сергей — пали в Великую Отечественную войну:
- Бартенев Пётр Николаевич, 1921 г.р. Пропал без вести, предположительно погиб в октябре 1941 под Орлом.
- Бартенев Владимир Николаевич, 1924 г.р. Убит 08.02.1944, 311 СД , 1071 СП, командир миномётного взвода.
- Бартенев Сергей Николаевич, 1924 г.р. Убит 09.02.1944, 311 СД, командир миномётного взвода.

После войны жил в Москве. Скончался 8 марта 1963 года.